# Ambinany
Ambinany is een plaats en commune in het zuiden van Madagaskar, behorend tot het district Sakaraha, dat gelegen is in de regio Atsimo-Andrefana. Tijdens een volkstelling in 2001 telde de plaats 4.853 inwoners.
De plaats biedt naast lager onderwijs ook middelbaar onderwijs aan. 55% van de bevolking werkt als landbouwer, 43% houdt zich bezig met veeteelt en 1% verdient zijn brood als visser. Het belangrijkste landbouwproduct is rijst; andere belangrijke producten zijn mais en maniok. Verder is 1% actief in de dienstensector.